# Skeletor
Skeletor je izmišljeni lik i glavni antagonist u franšizi Gospodari svemira čiji je kreator Mattel. On je vrhovni gospodar zla i uništenja koji želi domoći se tajne dvorca Sive Lubanje i ovladati planetom Eternijom. Prikazan je kao humanoid plave boje kože s ljubičastom kapuljačom unutar koje je njegova gola lubanja. Na putu njegove mračne ambicije stoji He-Man, branitelj Eternije i Gospodari svemira.
Lik Skeletora pojavio se prvotno u mini stripovima i kao akcijska figurica tvrtke Mattel, a zatim u prvom animiranom serijalu He-Man i Gospodari svemira (1983. – 1985.) u kojoj mu je glas podario Alan Oppenheimer. U igranom filmu Gospodari svemira tumači ga glumac Frank Langella. Sljedeću pojavu je lik Skeletora zabilježio u novom animiranom serijalu Nove pustolovine He-Mana (1989. – 1991.) koji nije imao jednak uspjeh kao prethodni animirani serijal. Na novu inkarnaciju lika čekalo se do 2002. godine kada je bila lansirana nova animirina serija He-Man i Gospodari svemira (2002. – 2004.), u kojoj je objašnjeno Skeletorovo porijeklo, a donekle su tematizirani i njegovi odnosi sa Zlom Lyn i Hordakom.
Godine 2021. Netflix je objavio dvije animirane serije iz franšize Gospodari svemira. Prva pod naslovom Gospodari svemira: Otkriće predstavlja svojevrsni nastavak originalne animirane serije u produkciji Filmationa i fokusirana je na dugogodišnje obožavatelje serijala, a druga naslovljena He-Man i Gospodari svemira okrenuta je prvenstveno mlađoj populaciji i stjecanju baze novih obožavatelja serijala.

## Povijest lika
Prema najranijoj verziji priče koja je objavljena u mini stripovima, a čija se radnja odvija na divljoj Eterniji, Skeletor je bio biće iz druge dimenzije koje je palo na Eterniju kada se otvorio međudimenzionalni prolaz. U toj verziji priče nije bilo kraljevskog dvorca, kao ni kralja Randora i kraljice Marlene i nije postojao lik princa Adama, nego je He-Man bio divlji barbarin. Skeletorova nakana bila je osvojiti dvorac Sive Lubanje kako bi uspio ponovno otvoriti međudimenzionalni prolaz i dovesti pripadnike svoje rase na Eterniju kako bi je osvojio.
Prema drugoj, klasičnoj, verziji priče, Skeletor je nekoć bio Keldor, mješanac Eternijanaca i vrsta Gar, koja se ističe svojom plavom bojom kože. Bio je polubrat kralja Randora i stric princa Adama, odnosno He-Mana. Kada je njegov polubrat preuzeo prijestolje, Keldor se nije mogao pomiriti s time te je odlučio kako upravo on mora biti gospodar Eternije. Za vrijeme sukoba s, tada kapetanom, Randorom, bio je teško povrijeđen te se obratio Hordaku, mračnom gospodaru druge dimenzije da mu spasi život. Hordak mu je spasio život i pretvorio ga fizički u ono što je postao. Skeletor, zli čarobnjak s lubanjom umjesto čitave glave. Skeletor je ušao u službu Hordaka i njegove zle Horde, ali ga je u jednom trenutku izdao i napustio ze se smjestio u Zmijsku planinu, kamo je pozvao brojne zle ratnike i odatle počeo kovati planove kako osvojiti Eterniju.
Treća verzija priče, vraća se djelomično radnji iz mini stripova te tumači kako je Skeletor zapravo demon iz druge dimenzije, koji je došao na Eterniju i odlučio je osvojiti. Također se okružio sa zlim ratnicima i zauzeo Zmijsku planinu kao svoje sjedište. Njegov ljubimac je ljubičasta pantera Panthor, koji je antagonist He-Manovom Borbenom Mačku.

## Originalni mini stripoviGospodara svemira
U najstarijim mini stripovima, Skeletor je moćni demonski čarobnjak iz druge dimnezije koji terorizira čitavu Eterniju. Za vrijeme Velikog rata otvorio se dimenzionalni otvor kroz koji je Skeltor ispao na Eterniju. Njegov cilj je otvoriti portal između dimenzija tako da spoji svoju polovicu Mača Moći s He-Manovom te dovede svoje ratnike kako bi osvojio cijeli planet. U stripovima se želi domoći, ne samo dvorca Sive Lubanje, već i same Čarobnice, koju želi učiniti svojom ženom. Prema tim starijim pričama, Skeletor je uspio klonirati Čarobnicu i tako je od nje nastala Teela.
Među prvim sljedbenicima bio mu je Beast Man, koji u originalnim mini stripovima izgleda ponešto drugačije u odnosu na kasniju Filmationovu verziju, a tek Skeletor regrutira ostale Zle ratnike poput Trap Jawa, Tri-Klopsa i Mer Mana.
U kasnijim mini stripovima prikazan je kao mnogo zlokobniji negativac, nego u animiranoj seriji. Kada je osobito bijesan, oči mu plamte crvenim sjajem i posjeduje veće magične moći te je hrabriji nego u seriji.

## Televizijska adaptacija lika

### He-Man i Gospodari svemira (1983. – 1985.)
U originalnoj animiranoj seriji iz sredine 1980-ih u produkciji Filmationa, Skeletor je prikazan kao negativac i glavni neprijatelj He-Mana i Herojskih ratnika, ali iako zao, pomalo je i humorističan. Osobito su zanimljive njegove sarkastične primjedbe i uvrede na račun He-Mana i njegovih saveznika, ali i Skeletorovih ratnika. Skeletor stoluje na Zmijskoj planini u kojoj ima prijestolje od kostiju i stol s magičnom polukuglom pomoću koje vidi i nadzire udaljene događaje. Njegov cilje je zauzeti dvorac Siva Lubanja i čitavu Eterniju te zavladati svemirom. Motiv dvije polovice Mača moći je napušten u seriji.
Skeletor je moćan čarobnjak koji koristi svoj Štap uništenja kako bi pomoću njega pojačao svoje moći. Ponaša se bez poštovanja prema saveznicima i podanicima. Glavni pomoćnici su mu zla čarobnica Evil-Lyn i Beast Man.

### He-Man i She-Ra: Tajna mača (1985.)
U dugometražnom animiranom filmu He-Man i She-Ra: Tajna mača (1985.) prikazan je dio Skeletorove prošlosti. Nekoć je bio Hordakov učenik i član Zle Horde. Zajedno s Hordakom oteo je princezu Adoru, ali je zaostao i izdao Hordaka i to je bio kraj njihove suradnje. Više godina kasnije Čarobnica šalje princa Adama kroz dimenzionalni otvor u Etheriju kako bi pronašao vlasnika Mača zaštite. Tamo Adam upoznaje svoju sestru Adoru i otkriva joj da posjeduje sposobnost transformacije u moćnu ratnicu She-Ra, princezu moći. Pri odlasku Adama i Adore na Eterniju, Hordak ih slijedi te obnavlja savezništvo sa sada jačim i moćnijim Skeletorom. Skeletor odluči pomoći Hordaku u zamjenu na Hordakov odlazak natrag u Etheriju. Naposljetku je Hordak bio poražen, a njegov savez sa Skeletorom je prekinut.

### He-Man i She-Ra: Božićno izdanje (1985.)
Skeletor u božićnom izdanju iz 1985. godine, zajedno s Hordakom, lovi dvoje djece s planete Zemlje koje je Orko doveo na Eterniju po zapovijedi Horde Primea. Međutim, u jednom ga trenutku savladava Božićno raspoloženje pa u zadnji tren pomaže He-Manu i She-Ra u spašavanju djece te pokazuje svoju dobru stranu.

### Gospodari svemira (1987.)
Ulogu gospodara zla Skeletora tumači glumac Frank Langella u dugometražnom znanstveno-fantastičnom filmu Gospodari svemira iz 1987. godine. Iako je film ostvario prosječne do loše rezultate među publikom, Langella je bio zapažen kao tumač Skeletora. Skeletor je na početku filma zauzeo dvorac Siva Lubanja i zarobio Čarobnicu kojoj crpi moć u želji da stekne božansku snagu i ovlada cijelom planetom i svemirom. U tome mu pomaže Zla-Lyn i drugi njegovi suradnici, poput Bladea, Beast Mana, Sauroda i Karga.

### Nove pustolovine He-Mana
U Novim pustolovinama He-Mana, naslovni lik na poticaj Čarobnice napušta Eterniju i odlazi na planet Prime kako bi zaštitio njegove stanovnike od rase Mutanata s obližnjeg planeta Denebrije. Međutim, He-Mana je slijedio Skeletor, koji se udružio s Mutantima kako bi porazio He-Mana i završio njiov dugotrajni sukob. U jednom trenutku, Skeletor je zadobio veću moć te se preobrazio u moćniju varijantu samog sebe.

### He-Man i Gospodari svemira (2002. – 2004.)
Animirana TV serija s početka 21. stoljeća odaje priznanje originalnoj seriji iz 1980-ih te je nadopunjuje i razrađuje. Skeletor je u ovoj seriji, kao i u mini stripovima, zapravo Keldor, porijeklom Gar i vođa zlikovaca koji žele osvojiti moć Vijeća mudraca. U zadnjem obračunu između snaga Keldora i kapetana Randora, Keldor je zadobio strahovite ozlijede lice koje su bile smrtonosno, no spasio ga je Hordak, zlokobno i moćno biće iz druge dimenzije koji mu je zacijelio rane i skinuo kožu s lica i ostatka glave te ga pretvorio u Skeletora, zlikovca s golom lubanjom umjesto glave. Za razliku od mini stripova u kojima se naslućuje kako je Keldor zapravo polubrat kralja Randora te stric princa Adama, u ovoj animiranoj seriji se ne objašnjava njegovo eventualno srodstvo s kraljevskom obitelji, ali sam Skeletor ističe svoje pravo na vlast nad Eternijom.
Skeletor je prikazan kao znatno suroviji i podliji, nego u originalnoj seriji te ima veću moć. Okrutno se obračunava sa svojim ljudima, a kad je izrazito ljut, očne duplje mu sjaje demonskim crvenim sjajem. Vidljivo je da je Skeletor traumatiziran preobrazom te je njegov lik ponešto blizak Jokeru iz Batmana, što se naročito odnosi na njegov histerični smijeh. Osim veće moći, primjetna je i njegova veća borbena sposobnost, kao i hrabrost u suočavanju s He-Manom i drugim protivnicima.

### Gospodari svemira: Otkriće (2021. – ...)
U novoj Netflixovoj animiranoj seriji iz franšize Gospodari svemira, Skeltoru daje glas glumac Mark Hamill. Skeletor je prikazan bliže svojoj originalnoj inačici iz 1980-ih, ali baštini i dio lika iz nove verzije s početka 2000-ih. I dalje je moćan i zao. U jednom trenutku polazi mu za rukom zadobiti He-Manov Mač moći te se preobražava u Skele-Goda, moćno božansko biće.

## Sposobnosti, oružje i moći
Skeletor je moćan zli čarobnjak koji svoju magičnu moć kanalizira i uvećava preko Štapa Uništenja. Također, posjeduje i drugu polovicu Mača moći. Njegov ljubimac i važno prijevozno sredstvo je njegova ljubičasta pantera Panthor.

## Vanjske poveznice
- Skeletor – he-man.fandom.com (engl.)